# Klöden
Klöden este o comună din landul Saxonia-Anhalt, Germania.